# Celestino Spini
Celestino Spini (Belfort, 15 febbraio 1775 – dicembre 1831) è stato un militare italiano con cittadinanza austriaca.

## Biografia
Nacque da famiglia nobile originaria di Talamona in Valtellina.
Nel 1797 passò all'esercito della Repubblica Cisalpina, facendo rapidamente carriera (caporale nel 1798, sergente nel 1799, sotto luogotenente il 5 maggio 1800); il 10 ottobre 1802 divenne sotto luogotenente nel I reggimento dei Cacciatori a cavallo e nel 1804 tenente.
Il 15 gennaio 1804 sposò Francesca Scanagatta, nota per essere entrata nell'Accademia militare Teresiana di Wiener Neustadt ed essere diventata ufficiale nell'Esercito del Sacro Romano Impero. Il matrimonio tra due tenenti che avevano combattuto su fronti opposti destò una certa curiosità.
Nel 1810, divenuto capitano, fu trasferito al reggimento di Cacciatori in Spagna per la guerra. Nel 1812 ottenne la nomina a cavaliere dell'Ordine della Corona ferrea; viene indicato anche come cavaliere della Legion d'onore, ma non si hanno riscontri della nomina.
Divenne capo squadrone e poi maggiore di Cavalleria. Nel 1814, con la fine del Regno d'Italia, divenne maggiore del 6º reggimento di Ulani dell'Imperiale e regio esercito; nel 1816 fu trasferito al 9º reggimento di Ulani. Si ritirò dal servizio nel 1819.